# Satvir Kaur
Pour les articles homonymes, voir Kaur.
Satvir Kaur est une femme politique britannique. Membre du Parti travailliste, elle est élue députée de la circonscription de Southampton Test en 2024.
Elle est précédemment à la tête du conseil municipal de Southampton de 2022 à 2023, devenant ainsi la première femme sikh à diriger une autorité locale au Royaume-Uni.

## Biographie

### Jeunesse et éducation
Satvir Kaur naît et grandit à Southampton, dans le sud de l'Angleterre. Sa famille possède une boutique vendant des saris dans le quartier de Bevois. Elle est d'origine indienne.
Elle commence ses études à Mount Pleasant Juniors et à l'école catholique St Anne, avant d'obtenir un diplôme en sciences politiques à l'université de Southampton, puis en droit à l'université Solent.

### Carrière politique
Lors des élections locales de 2011, Satvir Kaur est élue pour représenter le quartier de Shirley au conseil municipal de Southampton et remporte le siège occupé par le conseiller conservateur sortant. Elle est réélue en 2015 et 2019. Elle participe aussi à la politique américaine, faisant campagne pour Hillary Clinton en Caroline du Nord avant l'élection présidentielle de 2016.
Satvir Kaur est élue à la tête du groupe travailliste quand le parti travailliste perd le contrôle du conseil municipal de Southampton en 2021,. Puis elle devient chef du conseil quand son parti regagne la majorité en 2022,. Elle est la première femme sikh à diriger un conseil au Royaume-Uni.
Satvir Kaur est sélectionnée comme candidate parlementaire potentielle du Parti travailliste dans la circonscription de Southampton Test en juillet 2022,. Plus tard cette année-là, elle présente le chef du parti Keir Starmer avant son discours à la conférence du Parti travailliste.
En mai 2023, elle déclare en tant que chef du conseil municipal que « nous ne sommes pas confrontés à la faillite. Dire le contraire est un mensonge et un opportunisme politique ». En juillet 2023, le conseil municipal de Southampton alerte le gouvernement sur l'urgence financière.
En décembre 2023, Satvir Kaur annonce quitter son poste de chef du conseil afin de se concentrer sur la campagne pour les élections générales prévues en 2024. Elle est remplacée par la chef adjointe, Lorna Fielker.
En juillet 2024, elle est élue députée de la circonscription de Southampton Test, succédant au travailliste Alan Whitehead,.